# Gonzalo Fernández Domínguez
Gonzalo Daniel Fernández Domínguez (né le 21 mars 1952 à Montevideo), est un avocat, professeur de droit pénal et homme politique uruguayen, membre du Parti socialiste (PS). Il a été ministre des Affaires étrangères du gouvernement Vázquez (3 mars 2008-août 2009), succédant à Reinaldo Gargano, puis ministre de la Défense.
Militant un peu avec les socialistes avant le coup d'État de juin 1973, il adhéra formellement au PS en 1985, au retour de la démocratie, et entra au Comité de direction du parti. Il dut toutefois démissionner en 2003, critiqué pour sa décision de défendre en justice le banquier Jorge Peirano Basso, qui a été condamné à la prison pour fraudes.
Sous la présidence de Jorge Batlle, il fut nommé à la Commission pour la paix créée en 2000, et chargée d'élucider le sort des desaparecidos de la dictature (1973-1985). Travaillant également comme conseiller juridique de la clinique du docteur Tabaré Vázquez, il devint son secrétaire à la présidence après son élection en 2004, puis ministre des Affaires étrangères (2008-2009) et enfin ministre de la Défense.